# 관서체육회
관서체육회(關西體育會)는 1925년 평양에서 설립된 체육단체이다.

## 역사
1922년 4월 19일 평양기독청년회관에서 평양체육회가 발족되었지만, 출범 후 이렇다 할 활동을 보이지 않았으며, 오히려 축구 분야에서는 평양기독교청년회가 전조선축구대회를 창설하는 등 유명무실한 존재가 된다. 이에 1925년 2월 27일 평양의 체육인사들이 평양기독청년회관에서 모임을 갖고 관서체육회(關西體育會)를 발족시켜 정세윤씨를 회장으로 추대한다.
당시 전국적인 스포츠 붐에 따라 주요 지역마다 체육단체들이 조직되어 있었다. 그러나 관서체육회의 경우 일개 지방 체육단체를 넘어서 서울의 조선체육회와 함께 쌍벽을 이루며 일제강점기 조선의 스포츠 발달에 큰 공헌을 한다. 특히 1930년대에는 조만식이 회장에 취임하여, 여운형이 취임한 서울의 조선체육회와 양대 체육단체로서 기능을 한다.
관서체육회가 추진한 사업으로는 축구, 정구, 수영, 배구, 농구 등 각종 경기대회가 있었으며, 특히 전조선축구대회는 서울의 전조선축구대회에 버금가는 규모와 권위를 자랑하며 일제강점기 조선의 축구 발전에 큰 자취를 남긴다.

## 참고 문헌
- 大韓蹴球協會 편 『韓國蹴球百年史』라사라, 1986, p.175-176.

## 같이 보기
- 조선체육회
- 대한체육회
- 조선축구협회
- 대한축구협회
- 전조선축구대회 (관서체육회)